# Hilarempis hilaraeformis
Hilarempis hilaraeformis är en tvåvingeart som först beskrevs av Mario Bezzi 1904.  Hilarempis hilaraeformis ingår i släktet Hilarempis och familjen dansflugor. Inga underarter finns listade i Catalogue of Life.